# Whiteparish
Whiteparish – wieś w Anglii, w hrabstwie Wiltshire. Leży 14 km na południowy wschód od miasta Salisbury i 121 km na południowy zachód od Londynu.